# Lukas Ullrich
Lukas Ullrich (Berlín, Alemania, 16 de marzo de 2004) es un futbolista alemán que juega de defensa en el Borussia Mönchengladbach de la Bundesliga.

## Trayectoria
Nacido en Berlín, comenzó su carrera juvenil jugando para algunos equipos locales antes de unirse al equipo juvenil del Hertha Berlín en 2015. Rápidamente se convirtió en el lateral izquierdo titular en las categorías inferiores del Hertha Berlín antes de conseguir el ascenso a su equipo reserva en 2022.

## Selección nacional
Ha sido convocado para varias categorías de las selecciones juveniles alemanas, entre ellas la sub-17, la sub-18 y la sub-19.

## Estilo de juego
Tiene una buena técnica en los centros y capacidad de amenaza de gol. Según el seleccionador nacional de Alemania sub-19, Guido Streichsbier, "Lukas (Ullrich) puede ir a gran intensidad durante 90 minutos y morder defensivamente al rival".

## Estadísticas

### Clubes
Actualizado al último partido disputado el 3 de noviembre de 2024.
| Club                                   | Div.          | Temporada     | Liga  | Liga  | Liga   | Copas nacionales | Copas nacionales | Copas nacionales | Copas internacionales | Copas internacionales | Copas internacionales | Total | Total | Total  |
| Club                                   | Div.          | Temporada     | Part. | Goles | Asist. | Part.            | Goles            | Asist.           | Part.                 | Goles                 | Asist.                | Part. | Goles | Asist. |
| -------------------------------------- | ------------- | ------------- | ----- | ----- | ------ | ---------------- | ---------------- | ---------------- | --------------------- | --------------------- | --------------------- | ----- | ----- | ------ |
| Hertha Berlín II · Alemania            | 4.ª           | 2022-23       | 18    | 2     | 4      | ―                | ―                | ―                | ―                     | ―                     | ―                     | 18    | 2     | 4      |
| Hertha Berlín II · Alemania            | Total club    | Total club    | 18    | 2     | 4      | 0                | 0                | 0                | 0                     | 0                     | 0                     | 18    | 2     | 4      |
| Borussia Mönchengladbach II · Alemania | 4.ª           | 2023-24       | 19    | 2     | 6      | ―                | ―                | ―                | ―                     | ―                     | ―                     | 19    | 2     | 6      |
| Borussia Mönchengladbach II · Alemania | 4.ª           | 2024-25       | 6     | 0     | 1      | —                | —                | —                | ―                     | ―                     | ―                     | 6     | 0     | 1      |
| Borussia Mönchengladbach II · Alemania | Total club    | Total club    | 25    | 2     | 7      | 0                | 0                | 0                | 0                     | 0                     | 0                     | 25    | 2     | 7      |
| Borussia Mönchengladbach · Alemania    | 1.ª           | 2023-24       | 4     | 0     | 0      | —                | —                | —                | ―                     | ―                     | ―                     | 4     | 0     | 0      |
| Borussia Mönchengladbach · Alemania    | 1.ª           | 2024-25       | 1     | 0     | 0      | 1                | 0                | 0                | ―                     | ―                     | ―                     | 2     | 0     | 0      |
| Borussia Mönchengladbach · Alemania    | Total club    | Total club    | 5     | 0     | 0      | 1                | 0                | 0                | 0                     | 0                     | 0                     | 6     | 0     | 0      |
| Total carrera                          | Total carrera | Total carrera | 48    | 4     | 11     | 1                | 0                | 0                | 0                     | 0                     | 0                     | 49    | 4     | 11     |